# Gibson SG Standard
 (février 2024).
Si vous disposez d'ouvrages ou d'articles de référence ou si vous connaissez des sites web de qualité traitant du thème abordé ici, merci de compléter l'article en donnant les références utiles à sa vérifiabilité et en les liant à la section « Notes et références ».

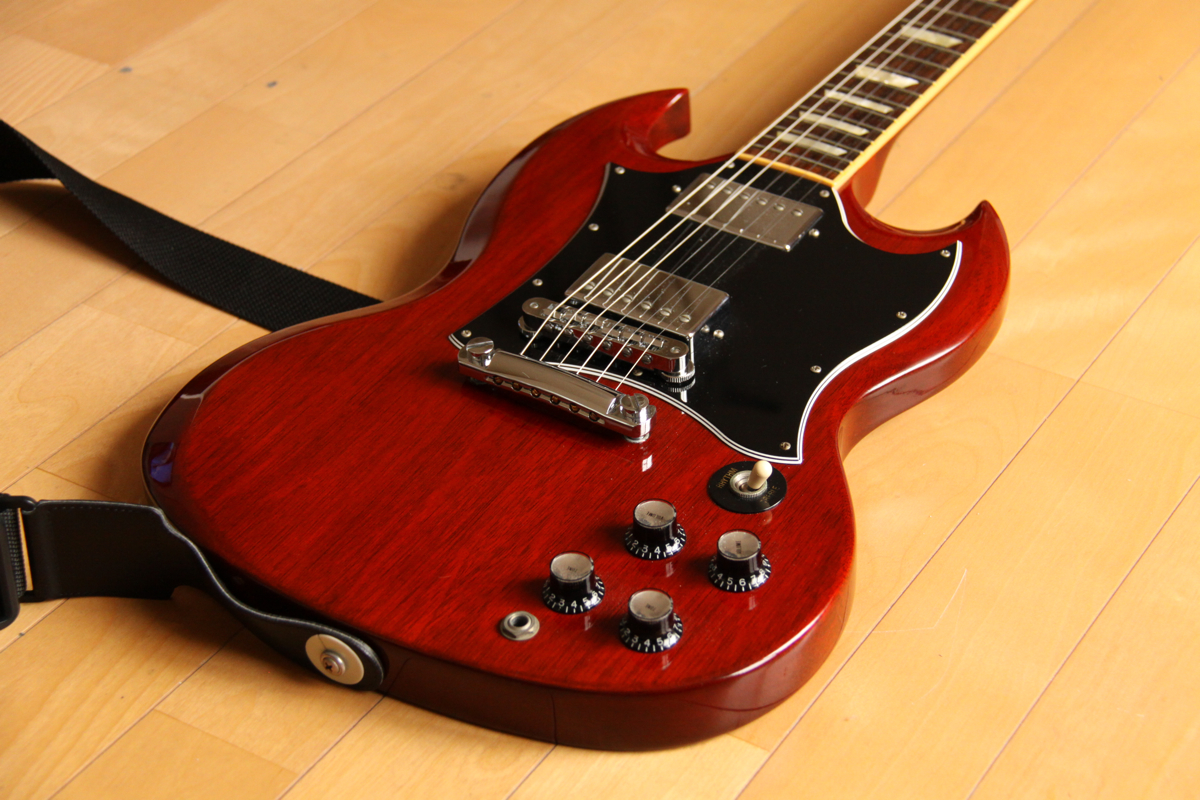
Gibson SG Standard

La Gibson SG Standard est une guitare fabriquée [Quand ?] par la firme américaine Gibson Guitar Corporation. 
Comme la plupart des SG, elle constituée d'un corps et d'un manche en acajou, et d'une touche en palissandre. Les micros sont des humbucker (un 498T en position chevalet et un 490R en position manche). Elle possède un accastillage chrome et elle est disponible en rouge (cherry) et noir (ebony).
C'est notamment la guitare du guitariste du groupe AC/DC Angus Young et de la guitare à double manche de Jimmy Page, le guitariste du groupe britannique Led Zeppelin, Ce modèle a également été utilisé par Pete Townshend, guitariste du groupe The Who, on peut d'ailleurs voir ce dernier l'utiliser à Woodstock en 1969 sur les enregistrements de l'époque.